# Bitcoin SV
Bitcoin SV (kurz BSV) steht für Bitcoin Satoshi Vision. BSV ist aus dem Bitcoin-Protokoll hervorgegangen mit dem Ziel, die ursprünglichen Protokollregeln wiederherzustellen und diese „einzufrieren“, wie es laut den Entwicklern von Bitcoin-Erfinder Satoshi Nakamoto beabsichtigt war. Hintergrund sind kontroverse Protokoll-Änderungen wie RBF und SegWit, die in die Node-Software von Bitcoin Core Implementiert wurden.

## Von BTC zu BSV
Der Erfinder und ursprüngliche Hauptentwickler von Bitcoin, Satoshi Nakamoto, baute 2010 ein temporäres Blockgrößen-Limit von 1 MB in den Quellcode ein. Diese Änderung limitiert bis heute die Anzahl der Transaktionen auf maximal 5 bis 7 Transaktionen pro Sekunde. Diese Begrenzung wurde ursprünglich als temporäre Maßnahme eingeführt, um Überlastungsangriffe auf das Netzwerk mit vielen großen Blöcken in der Anfangsphase des Netzwerkes zu verhindern. Satoshi Nakamoto hatte empfohlen, das Block-Größen-Limit später anzuheben und mit geringfügiger Code-Änderung dynamisch nach Bedarf zu erhöhen.
Mit der Verbreitung von mobilen Bitcoin-Wallets ab 2013/2014 stieg auch die Akzeptanz von BTC. Die zunächst temporär eingeführte Begrenzung der Block-Größe limitierte nun die weitere Adaption. Der Platz in den Transaktionsblöcken wurde zu einer knappen Ressource. Die Weigerung einiger Entwickler, die Blockgröße, wie von Satoshi Nakamoto vorgeschlagen, dynamisch zu erhöhen, führte zum sogenannten „Blocksize-Streit“ in der Entwicklergemeinde. Stattdessen wurden nun kontroverse Änderungen in den Programmcode eingefügt, die nur die höchstzahlenden Transaktionen in den Folgeblock und in die Blockchain anfügen und alle übrigen Transaktionen ablehnen. Diese Änderung, die RBF oder Replace-by-fee genannt wird, führt zu höheren und permanent schwankenden Transaktionsgebühren und längeren, schlecht abschätzbaren Wartezeiten für die Bestätigung der Zahlung. Der „Stau“ an unbestätigten Transaktionen ist durch die Größe des Mempools erkennbar. Nur wer noch hohe Gebühren für den „Beglaubiger“ bezahlt, bekommt auch die eigene Transaktion zügig bestätigt. Kleine Guthaben werden damit wertlos und die von Satoshi vorgesehenen Mikrotransaktionen unmöglich, da die Gebühr einer Transaktion den Transaktionsbetrag übersteigt.
Über die Erhöhung der Blockgröße zur Verbesserung der Skalierbarkeit wurde seit dem Jahr 2013 gestritten.
Aus diesem Konflikt entstanden im August 2015 Bitcoin XT, im Januar 2016 Bitcoin Unlimited und im Februar 2016 Bitcoin Classic, jeweils mit dem Ziel, die Begrenzung der Blockgröße zu erhöhen oder sie gänzlich aufzuheben. Keine der Software-Alternativen erhielt jedoch eine Mehrheit an Mining-Hash-Power, die für eine Aktivierung der neuen Regeln notwendig gewesen wäre. Daher erwog man ab Anfang des Jahres 2017, eine Aktivierung anderer Regeln zunächst als Minderheit auszuführen. Diese Änderung wurde User-Activated Hard Fork (UAHF) genannt. Der UAHF enthielt im Wesentlichen zwei Änderungen, die im New York Agreement nachzulesen sind. Die erste Änderung betraf die Aktivierung von SegWit, die zweite Änderung sollte im Anschluss die Blockgröße von 1 MB auf 2 MB erhöhen. Die zweite Vereinbarung wurde durch die Bitcoin-Core-Entwickler (Blockstream) nach der Aktivierung von SegWit gebrochen und entgegen der Vereinbarung nicht mehr durchgeführt. Als Resultat entstand am 1. August 2017 Bitcoin Cash (BCH).
Schnell kristallisierten sich weitere grundsätzlich unterschiedliche Ziele heraus. Und so entstand am 15. November 2018 Bitcoin SV mit dem Ziel, das originale Bitcoin-Protokoll, wie von Satoshi Nakamoto im Whitepaper beschrieben, wiederherzustellen. Die Blockgröße des Protokolls (Bitcoin-SV-Protokolls) wurde von nun an kontinuierlich erhöht und ist protokollseitig theoretisch unbegrenzt. TAAL, der größte Bitcoin-SV-Miner, beschränkt die von ihnen erstellten Blöcke derzeit auf maximal 4 GB.

## Mining
Bitcoin-Mining ist der Prozess, bei dem Gruppen von Computern miteinander konkurrieren, Transaktionen in Blöcke zu ordnen und zu validieren. Dafür erhalten sie eine Zahlung in Bitcoin. Diese Gruppen von Computern werden auch als „Nodes“ bezeichnet.
Bitcoin SV fand anfänglich eher wenig Unterstützung durch Miner. Normalerweise passt sich die Schwierigkeit zum Finden neuer Blöcke nur alle 2016 Blöcke an, was bei normaler Blockzeit von etwa zehn Minuten rund zwei Wochen entspricht. Um zu vermeiden, dass auf Grund der geringeren Hash-Power lange Zeit kein Block gefunden wird, hat BSV Regeln zur schnelleren Anpassung der Schwierigkeit eingeführt („Difficulty Adjustment Algorithm“, DAA).

## Protokollrestaurationen
Seit der Abspaltung wurden in Bitcoin SV einige Protokolländerungen eingeführt mit dem Ziel einer weitestgehenden Restauration des Originalprotokolls, wie es von Satoshi Nakamoto entworfen wurde:
| Datum                     | Blockhöhe                                | Änderungen | Implementierung      | Anmerkungen |
| ------------------------- | ---------------------------------------- | --- | -------------------- | --- |
| 15. November 2018         | 556.766                                  | - Reaktivierung der Opcodes: OP_MUL, OP_INVERT, OP_LSHIFT, OP_RSHIFT - Erhöhung des Opcode-Limit im Skript von 201 auf 500 Bytes - Erhöhung des Standardlimit der Blockgröße auf 128 MB | BitcoinSV Node 0.1.0 | In der Referenzimplementierung wurde ebenfalls mit dieser Version der Parameter excessiveblocksize verfügbar gemacht, durch den ein Miner ein benutzerdefiniertes Limit für die Blockgröße setzen kann. Eine weitere signifikante Änderung in der Node-Software stellt die Entfernung der Graphischen Benutzeroberfläche dar.                                                         |
| 24. Juli 2019 (Quasar)    | 592.605 (erster Block größer als 128 MB) | - Erhöhung des Standardlimit der Blockgröße auf 2 GB | BitcoinSV Node 0.2.x | Aus technischer Sicht keine Protokolländerung, aufgrund der Bezeichnung als "Upgrade" trotzdem hier aufgenommen. |
| 4. Februar 2020 (Genesis) | 620.537                                  | - Wiederherstellung des Originalverhaltens von OP_RETURN: Statt das Skript mit einem Fehler zu beenden, springt der Interpreter nun zum Ende des Skripts und evaluiert den Rückgabewert auf Grundlage des obersten Stack-Items - Wiederherstellung der Big Numbers im Skript, wodurch wieder Arithmetik außerhalb von 32-bit Zahlen ermöglicht wird - Entfernen von Pay-to-Script-Hash (P2SH) für neue Transaktionen - P2SH wurde in der Bitcoin-Core-Software eingeführt, um das Skript erst beim Ausgeben von Münzen statt beim Senden bereitzustellen; auf diese Weise wurden Adressen für Multisignatur-Wallets erzeugt - P2SH beruht darauf, dass ein Skript, welches einem bestimmten Format entspricht, speziell vom Interpreter behandelt wird; Entwickler von Bitcoin SV betrachten dies als technische Schulden - Entfernen von OP_CHECKSEQUENCEVERIFY und OP_CHECKLOCKTIMEVERIFY für neue Transaktionen, welche von Bitcoin-Core-Entwicklern eingeführt wurden, um Kanäle im Lightning-Netzwerk zu vereinfachen - Aufhebung aller Skript-Limits: Diese Limits können durch die Miner frei gewählt werden - Erhöhung des Limits der Transaktionsgröße auf 1 GB | BitcoinSV Node 1.0.0 | Für die Protokolländerung wurden Softwareoptimierungen in der Referenzimplementierung vorgenommen, um mit den steigenden Anforderungen umzugehen. So wurden die wichtigsten Ausführungspfade parallelisiert und der Skript-Interpreter ist optimiert für Zahlen mit Wortgröße. Für Miner wurde ein neuer RPC-Call eingeführt, der für die Konstruktion großer Blöcke entworfen wurde. |

## Node Software
Das Bitcoin-SV-Netzwerk besteht derzeit aus ca. 25 öffentlichen Nodes (Stand 21. Mai 2022), von denen nur 13 den aktuellsten Block synchronisiert haben.
Am 4. Februar 2020 wurde das Genesis Upgrade erfolgreich aktiviert, es stellt die sogenannte Satoshi-Vision, also die ursprünglichen Bitcoin-Regeln, wieder her und erlaubt die Anwendungsentwicklung mit Bitcoin-Skripts.
Am 10. Februar 2021 wurde das Dynastic Upgrade (Bitcoin SV 1.0.7) aktiviert. Es hebt das unmittelbare Limit von 25 auf 1000 verkettete Transaktionen.
Am 1. Juni 2021 wurde das SPV Channels – Upgrade to v1.1.0 Release aktiviert. Es skizziert, wie Nutzer Zahlungen im Bitcoin-Netzwerk verifizieren, ohne einen kompletten Netzwerkknoten betreiben zu müssen. Es ist ein wesentliches Element, um das Bitcoin-Netzwerk zu skalieren und die vollen Peer-to-Peer-Funktionalitäten zu erhalten.

### Lizenz
Die Referenzimplementation ist mit dem letzten Hardfork kompatibel und kann als Quellcode auf GitHub heruntergeladen werden. Sie wird unter der gesonderten Open BSV License version 3, einer Abwandlung der MIT-Lizenz, angeboten, die die Wiederverwendung des Quellcodes in anderer, Bitcoin-SV-inkompatibler Software untersagt.

## Kursentwicklung
| US-Dollar / Bitcoin SV | erstmals erreicht | benötigte Tage |
| ---------------------- | ----------------- | -------------- |
| 100,0                  | 20. Dez. 2018     |                |
| 440,68 ,0              | 17. Apr. 2021     | 849            |

| Bitcoin SV | US-Dollar | Datum         |
| ---------- | --------- | ------------- |
| 1          | 440,68 ,0 | 17. Apr. 2021 |